# Калюга Наталія Родіонівна
Наталія Родіонова Калюга — українська художниця, майстриня петриківського розпису, член Національної спілки художників України(1990).

## Життєпис
Наталія Калюга народилася 18 серпня 1951 в с. Хутірське Царичанського району(нині Петриківський район) Дніпропетровської області. В 1968 році закінчила Петриківську дитячу художню школу [Архівовано 14 травня 2021 у Wayback Machine.] (викладач В.Соколенко). Навчалася на фабриці петриківського розпису (1968-1969рр.; викладач Ф.Панко). 

Працювала у селі Петриківці на фабриці художніх виробів «Дружба». З 1979 року працювала в експкриментальному цеху петриківського розпису Дніпропертовському художньо-виробничому комбінаті. З 1998 року працювала у Центрі народного мистецтва «Петриківка». 

Учасниця обласних, всеукраїнських, міжнародних мистецьких виставок від 1979 року. 

Розписує декоративні панно [Архівовано 12 липня 2019 у Wayback Machine.], тарелі та вази. 

Окремі роботи зберігаються в Дніпропетровському історичному музеї, Дніпропетровському художньому музеї, Запорізькому художньому музеї.
Декоративне панно
- «Жоржини» (1980),
- «Фестиваль» (1985),
- «Півонії» (1986),
- «Птахи» (1987),
- «Весняний віночок» (1988),
- «Мальви та кручений панич»,
- «Майори» (обидва – 1990),
- «Лілеї», «Птах у квітах» (обидва – 2007),
- «Птахи в квітах» (2011);

Вази
- «Весна», «Декоративна» (обидві – 1989),
- «Веснянка» (2010).

Література
Петриківка: Альбом репродукцій. Дніпропетровськ, 2001.